# Eddie Guerin
 (mai 2012).
Si vous disposez d'ouvrages ou d'articles de référence ou si vous connaissez des sites web de qualité traitant du thème abordé ici, merci de compléter l'article en donnant les références utiles à sa vérifiabilité et en les liant à la section « Notes et références ».
Eddie Guerin (1860 - 3 décembre 1932) est un criminel et bagnard irlandais,. Il a été l'amant de Chicago May et est décédé à Bury, Lancashire, Angleterre.

## Biographie
Eddie Guerin était un voleur notoire de la fin du XIXe siècle. En 1888, le New York Times le décrit comme un criminel qui manque de succès, mais en même temps le journal le considère comme audacieux. En 1888, il est suivi par une berline de la police et un officier tente de procéder à une arrestation. Eddie tire sur le policier et réussit à s'enfuir. Il se rend ensuite à Londres, où Scotland Yard tente de l'appréhender. Il est arrêté à Londres après une course-poursuite à haute vitesse, mais il s'enfuit à nouveau.
Eddie Guerin avec son amante Chicago May arrive à Paris en 1903, pour préparer le braquage des coffres de l'American Express. À leur arrivée, les autres membres du gang, qui manquent totalement de discrétion, sont pris en filature par les membres de la Sûreté nationale. Eddie Guerin pénétra à Paris dans les locaux de l'American Express Bank, en face de l'Opéra. Après avoir menacé le gardien de son revolver, il fit sauter à la dynamite la serrure du coffre-fort et fit main basse sur tout l'argent.
Après avoir dévalisé le coffre de l'American Express, ils prennent le train pour Londres. Eddie Guerin est reconnu à Calais dans le train et le couple est jugé et condamné. Chicago May est emprisonnée à Paris, à la prison Saint-Lazare, à Fresnes puis à Clermont. Après sa condamnation à cinq ans de travaux forcés, elle est conduite à la prison de Montpellier. De son côté, Guerin est condamné aux travaux forcés à perpétuité et déporté au bagne de la Guyane française.
Après 5 ans sur les îles du Salut, il est transféré sur le continent. Profitant de cette occasion, Eddie Guerin et trois autres forçats fabriquent en secret un radeau avec les arbres abattus et prennent la mer pour un trajet de 200 lieues en mer qui les emmènera en Guyane néerlandaise après une traversée très mouvementée dans une mer infestée de requins. Nuit et jour, ils se défendront contre ces derniers qui les attaquaient sans cesse. Ceux-ci se défendaient à coups de rame, mais l'un des forçats, s'avançant trop au bord du radeau, sera happé et dévoré.
Les trois évadés restants réussirent à atteindre la côte de la Guyane néerlandaise et se séparèrent. Eddie Guerin prit la direction du Nord et ses deux camarades prirent une autre direction. Ces derniers s'égarent dans la forêt vierge. Guerin, capturé par des Indiens, réussit à fausser compagnie à ceux-ci et parvint à rejoindre Londres en 1907.
Quand Eddie Guerin arrive à Londres, Chicago May l'avait abandonné pour un nouvel amant. En 1907, Chicago May est condamnée à quinze ans de travaux forcés pour avoir tiré sur Eddie Guerin, son ancien amant.
Réclamé par les autorités françaises, Eddie Guerin, devant le tribunal de Bow-Street chargé de se prononcer sur les demandes d'extradition, fait un récit complet de son évasion et de la terrible odyssée qu'il lui fallut accomplir avant de parvenir en Europe.
Eddie Guerin est décédé dans la pauvreté, à Bury, Lancashire, en Angleterre.